# Пакет аранжман (филм)
Пакет аранжман је српски омнибус филм снимљен 1995. године који су режирали Срдан Голубовић, Дејан Зечевић и Иван Стефановић, а сценарио је писао Ђорђе Милосављевић.
Омнибус филм се састоји од три приче, од којих свака има своје име - Мачо тип, Ноћ без сна и Херц минута.
Јунак прве приче Дарко тежи чистоћи тона, складу и хармонији. Лука, момак из друге приче, откачени је басист једне рок групе који жели на брзину зарадити нешто новаца док јунак треће приче, Марко, сања о томе да свира тако добро да ствари око њега почињу летети.
| Део            | Режисер         | Сценариста                         |
| -------------- | --------------- | ---------------------------------- |
| 1. Мачо трип   | Иван Стефановић | Ђорђе Милосављевић                 |
| 2. Ноћ без сна | Дејан Зечевић   | Ђорђе Милосављевић Дејан Зечевић   |
| 3. Херц минута | Срдан Голубовић | Ђорђе Милосављевић Срдан Голубовић |

## Кратак садржај

### Мачо трип
Двоје младих, према заједничком договору, почињу да глуме заљубљени пар. Он је студент Музичке академије којег отац прогони због његовог неискуства са девојкама. Да би се ослободио очевих приговора, он преко пријатеља упозна Ирену која је наступала у рок-бенду са својим младићем. Раскинувши због његовог шврљања, сад је пуна жеље да му се прво освети, а онда поново освоји. Обмана савршено успева све до сусрета студентовог оца и Ирениног бившег момка.

### Ноћ без сна
Лука одлучује да одрасте, уозбиљи се и заради новац. Напушта пријатеље са којима је свирао и одлази на аудицију за басисту у успешном бенду. Упознаје Душана који сматра да је добро што је раније стигао на уговорени састанак и врло уљудно му нуди новац да убије његову жену Емилију. Потпуно слуђени Лука ипак не пропушта да узме новац, те одлази да упозори могућу жртву. Међутим, успева само да прошири свој новостечени, забуном добијени, посао. Емилија га плаћа да убије Душана.

### Херц минута
Марко и Жика угодно живе од провала у станове. Но, сем што отварају сваку браву, Маркови прсти свирају и сваки акорд. Он је опседнут „херц минутом“, верујући да добро свирани акорди могу да учине херц амплитуде тако учесталим да се могу додирнути, да музика постане додирљива. Маркова опсесија штети њиховом главном послу, а ситуација постаје за Жику несносна кад Марко сретне Сани. Она је тек пристигла у Београд, лепа је и потпуно глува. Марко још жешће вежба желећи да за Сани изведе музику која може да се додирне.

## Улоге
| Глумац                    | Улога                  |
| ------------------------- | ---------------------- |
| Растко Лупуловић          | Дарко Поповић          |
| Бојан Жировић             | Лука Несторовић        |
| Борис Миливојевић         | Марко                  |
| Милица Михајловић         | Ирена                  |
| Александра Миљковић       | Сани                   |
| Милена Павловић           | Емилија                |
| Зоран Цвијановић          | Лаки                   |
| Богдан Диклић             | Душан Марковић         |
| Ненад Јездић              | Немања Салетовић       |
| Бранислав Зеремски        | Богдан из Земуна       |
| Драган Јовановић          | Шанкер                 |
| Јосиф Татић               | Дарков отац            |
| Јелена Жигон              | Даркова мајка          |
| Иван Зарић                | Дарков брат            |
| Бојана Зечевић            | Уна                    |
| Владимир Јанковић         | Џет                    |
| Александар Срећковић      | Филип, Емилијин швалер |
| Нађа Секулић              | Сестра Мојсиловић      |
| Ана Софреновић            | Лина                   |
| Мирољуб Лешо              | Продавац гитара        |
| Драгомир Станојевић       | Полицајац 1            |
| Миомир Радевић Пиги       | Полицајац 2            |
| Душан Прелевић            | Марков отац            |
| Драгиша Траволта Марковић | Благајник              |
| Драгослав Ружић           |                        |
| Марко Бабић               |                        |
| Далибор Делибашић         |                        |